# Martin Eidt
Martin Eidt (* 10. Oktober 1914 in Königsberg; † 2005) war ein deutscher Jurist.

## Werdegang
Eidt kam als Sohn des Steueramtmannes Arthur Eidt und dessen Ehefrau Martha, geb. Schernewski, zur Welt. Er besuchte die Gymnasien in Osterode (Ostpreußen) und Lauenburg (Pommern). Nach dem Abitur studierte er Rechts- und Staatswissenschaften an den Universitäten Königsberg und Freiburg im Breisgau. Seit 1934 leistete er Wehrdienst und während des Zweiten Weltkriegs Kriegsdienst. Ab 1948 war er als Notarassistent, ab 1951 als Landgerichtsrat in Coburg tätig. 1963 wechselte er als Oberlandesgerichtsrat nach Bamberg und wurde dort 1968 zum Vorsitzenden des 3. Zivilsenats und des Senats für Baulandsachen sowie zum Vizepräsidenten des Oberlandesgerichts ernannt. Später war er Präsident des Landgerichts Würzburg.

## Ehrungen
- Verwundetenabzeichen
- Eisernes Kreuz I. Klasse
- 1980: Verdienstkreuz 1. Klasse der Bundesrepublik Deutschland

## Schriften
- Öffentlich-rechtliche Fürsorge- und Versorgungsansprüche der Hinterbliebenen bei Unfällen im öffentlichen Dienst. Nolte, Düsseldorf 1939, zugleich: Dissertation, Universität Königsberg, 1940